# Un anno dopo (rivista)
Un anno dopo è uno spettacolo di rivista presentato dalla Compagnia Totò-D'Albert nella stagione 1944-1945. Il debutto, al Teatro Quattro Fontane di Roma, è avvenuto il 2 giugno 1945.

## Critica
(Il Giornale del Mattino, 5 giugno 1945)